# Peinture au lait

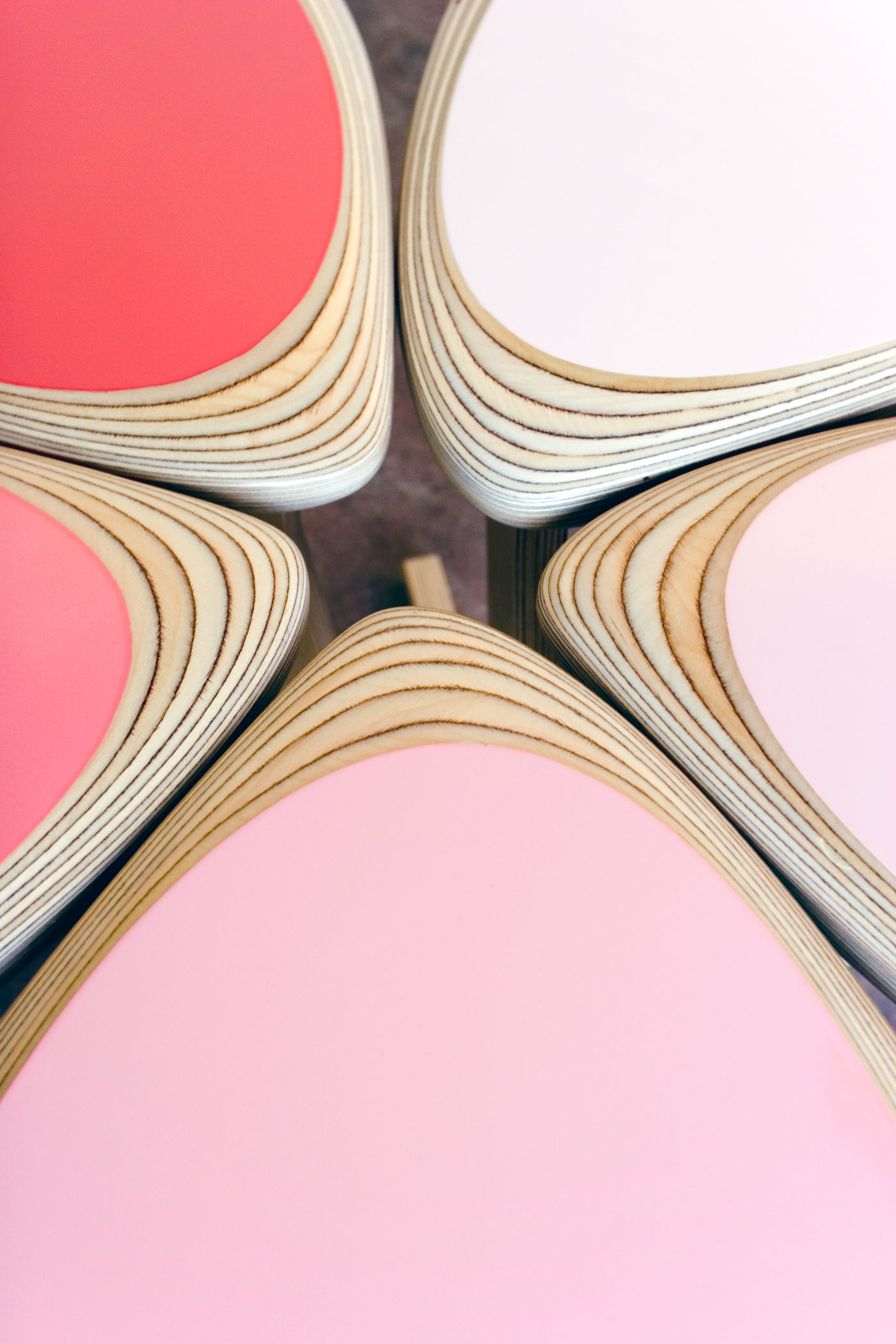
Tabourets peints à la peinture au lait

La peinture au lait est une peinture à la chaux où le lait remplace l'eau comme élément principal. Elle aurait été inventée par Antoine-Alexis Cadet de Vaux vers 1800,,. Le lait renforce la couleur blanche, et, dans des proportions appropriées, ne laisse pas d'odeurs désagréables. La poix de Bourgogne ou le blanc d'Espagne peuvent entrer dans sa composition. La peinture au fromage en est inspirée.